# Robert H. Garff
Robert Heiner Garff, también conocido como Bob Graff (Salt Lake City, 15 de septiembre de 1942-Ibidem., 29 de marzo de 2020) fue un empresario y político estadounidense que se desempeñó como presidente del Ken Garff Automotive Group. También se desempeñó como portavoz de la Cámara de Representantes de Utah de 1985 a 1987. 

## Primeros años y educación
Garff nació el 15 de septiembre de 1942, hijo de Marjorie Heiner y Kendall D. Garff. Asistió a la Escuela de Negocios David Eccles de la Universidad de Utah. Se graduó con una licenciatura en 1966 y una Maestría en Administración de Empresas en 1967.

## Carrera

### Empresarial
Ken Garff Automotive Group es un gran conglomerado de concesionarios de automóviles, fundado en 1932 por el padre de Bob. La compañía o uno de sus concesionarios, según una encuesta realizada en enero de 2004 por Dan Jones &amp; Associates, fue el segundo concesionario de automóviles más mencionado por los residentes de Utah cuando se les pidió nombrar un concesionario de automóviles. El 18 de octubre de 2007, la Escuela de Negocios David Eccles anunció que el grupo automotor donó $ 3 millones para renovar el Edificio Garff.
En 2007, Garff lanzó un programa para expandir significativamente el tamaño de su red de distribuidores con el respaldo de Jefferies Financial Group. En ese momento, Garff Automotive Group tenía 40 concesionarios en Utah, California, Nevada, Texas, Iowa e Indiana. 
Además de los concesionarios de automóviles de su familia, Garff desempeñó otras funciones empresariales y cívicas. Fue presidente de Intermountain Healthcare y presidente de la junta directiva de Deseret Book Company. También era el dueño del Utah Blaze.

### Política
Garff se desempeñó como portavoz de la Cámara de Representantes de Utah de 1985 a 1987. Fue presidente de la Cámara de Comercio de Salt Lake, y presidente del Comité Organizador de Salt Lake para los Juegos Olímpicos de Invierno de 2002. Por su servicio y liderazgo, Garff recibió el Premio Distinguido Utahn del Capítulo de Salt Lake de la Sociedad de Gestión de BYU en 2008.

## Vida personal
Garff estaba casado con Katharine Bagley, con quien tuvo cinco hijos, incluida la política Melissa Garff Ballard.
Garff sirvió en varios llamamientos en La Iglesia de Jesucristo de los Santos de los Últimos Días, incluido el obispo y el presidente de estaca. De 1987 a 1990, Garff se desempeñó como presidente de la Misión Inglaterra Coventry de la iglesia. Más tarde se desempeñó como miembro de la Junta General de la Escuela Dominical de la iglesia en 1991 y como representante regional, a partir de 1992. En 2003, se convirtió en un área setenta, sirviendo en el Quinto Quórum de los Setenta. De 2012 a 2015, se desempeñó como presidente del Templo de Bountiful, Utah.

## Muerte
Falleció a los 77 años el 29 de marzo de 2020, en Salt Lake City (Utah) a causa de la enfermedad COVID-19 causada por el virus del SARS-CoV-2, durante la pandemia de coronavirus 2019-20.